# Girls Make Games
Girls Make Games est une organisation américaine créée en 2014. Son but est de soutenir et d'encourager des filles à entreprendre des carrières dans l'industrie du jeu vidéo. L'organisation propose chaque année des camps d'été accessibles aux jeunes filles lors desquels elles peuvent apprendre à concevoir et créer un jeu vidéo.

## Historique
Girls Make Games est créée en 2014 par Laila Shabir et son mari. Shabir a quitté les Émirats arabes unis pour aller étudier au MIT aux États-Unis, où elle redécouvre l'influence positive que peuvent avoir les jeux vidéo. Après avoir créé LearnDistrict, un studio de développement de jeux éducatifs, et faisant le constat que la grande majorité des postulants étaient des hommes, le couple décide d'entreprendre des initiatives pour combler le manque de femmes dans l'industrie. Shabir publie un tweet dans lequel elle lance l'idée d'un camp d'été pour filles, et elle reçoit un large soutien, notamment de la part de développeurs comme Tim Schafer,. Le premier camp a lieu au Musée de l'histoire de l'ordinateur, et Shabir réalise rapidement qu'il existe une demande pour davantage de camps à travers les États-Unis. En l'espace de quelques mois, 14 autres camps sont donc planifiés. Un premier camp canadien voit également le jour en 2018.
Pendant sa première année d'existence, l'organisation reçoit le soutien de sociétés comme Google et Intel, et en 2015 elle lance une campagne de financement sur Indiegogo d'un programme visant à attribuer des bourses d'études à des filles qui n'ont pas les moyens de payer les frais d'inscription. Des entreprises de développement de jeux, comme Riot Games, BioWare, et Double Fine, entre autres, ont organisé des excursions pour des participantes aux camps. En 2018, Google Play et l'organisation s'associent pour proposer un concours de game design dont le prix est une bourse d'études universitaire.
Shabir explique que son objectif final avec cette organisation est que celle-ci devienne obsolète, dès lors que l'industrie du jeu vidéo contiendra une proportion significative de femmes. En 2018, elle remporte le « visionary award » de l'Entertainment Software Association.
En 2017, après avoir publié une série de tweets sur le harcèlement qu'elle-même et d'autres développeuses de jeux vidéo subissent, l'artiste Alexandria Neonakis de Naughty Dog et d'autres développeurs font des dons de plusieurs milliers de dollars à Girls Make Games en réaction,.

## Initiatives
Girls Make Games organise à travers le monde des camps d'été, des ateliers et des game jams. L'organisation publie également des ressources et des informations pour les parents et les enseignants à propos des carrières dans l'industrie du jeu vidéo, et chapeaute le GMG Fellowship, une association qui rassemble des jeunes femmes qui sont récemment entrées dans l'industrie,,.